# Jacob Marisprijs
De Jacob Marisprijs was een kunstprijs die door de Haagse salon in de Pulchri Studio aan Haagse kunstenaars werd uitgereikt. Hij werd verleend voor vier verschillende categorieën: schilderkunst, tekenen, materiaal en beeldhouwen of oeuvre. Na 1968 is hij niet meer uitgereikt.

## Winnaars
- 1947 voor schilderkunst Jan Goeting
- 1949 voor schilderkunst Theo Bitter en Paul Arntzenius.
- 1950 voor schilderkunst Paul Citroen;[1] voor tekenen Piet Ouborg; voor materiaal Wim Beuning en Herman Berserik.[2]
- 1951 voor schilderkunst Co Westerik, voor materiaal Kees Andrea en voor oeuvre en beeldhouwen Albert Termote.
- 1952 voor schilderkunst Toon Wegner en Willem Hussem, voor tekenen Rein Draijer en voor materiaal Hubert Bekman.
- 1953 voor schilderkunst Nol Kroes en voor tekenen Kees Andrea en Co Westerik.
- 1954 voor schilderkunst Jan van Heel en voor materiaal Wil Bouthoorn.
- 1955 voor schilderkunst Willem Hussem en Co Westerik en voor tekenen Jenny Dalenoord.
- 1957 voor schilderkunst Aat Verhoog.
- 1958 voor schilderkunst Wim Sinemus en voor tekenen Willem Hussem.
- 1960 voor schilderkunst Jan Cremer en voor materiaal Theo van Eijsden.
- 1961 voor materiaal Toon Wegner.
- 1964 voor schilderkunst Gerard Verdijk, voor tekenen Pat Andrea, voor materiaal Wil Bouthoorn en voor oeuvre en beeldhouwen Frank Letterie.
- 1965 voor oeuvre en beeldhouwen Jan van Heel.
- 1966 voor schilderkunst Kees van  Bohemen.
- 1967 voor schilderkunst Gerard Verdijk en materiaal Dirk Wiarda.
- 1968 voor schilderkunst Rein Draijer.

## Ouborgprijs
Sinds 1990 wordt in Den Haag een nieuwe lokale kunstprijs uitgereikt: de Ouborgprijs, vernoemd naar kunstenaar Piet Ouborg.